# Piet Hein Donner
Jan Pieter Hendrik (Piet Hein) Donner (ur. 20 października 1948 w Amsterdamie) – holenderski polityk, prawnik i urzędnik państwowy, działacz Apelu Chrześcijańsko-Demokratycznego, minister sprawiedliwości (2002–2006), minister spraw społecznych i zatrudnienia (2007–2010) oraz minister spraw wewnętrznych (2010–2011), od 2012 wiceprzewodniczący Rady Stanu.

## Życiorys
Wnuk Jana Donnera, ministra sprawiedliwości i prezesa sądu najwyższego, a także syn André Donnera, prezesa Trybunału Sprawiedliwości.
W 1974 ukończył studia prawnicze na Vrije Universiteit Amsterdam, następnie do 1975 kształcił się na University of Michigan. W 1976 zatrudniony w administracji rządowej w departamencie międzynarodowych stosunków gospodarczych ministerstwa spraw gospodarczych. Od 1982 do 1984 pracował w Tweede Kamer, a następnie do 1990 był doradcą w wydziale prawa publicznego resortu sprawiedliwości. Od 1990 członek Rady Naukowej ds. Polityki Rządu (WRR), niezależnego rządowego ciała doradczego. W latach 1993–1997 pełnił funkcję przewodniczącego WRR. Od 1997 do 2002 zasiadał w Radzie Stanu, kierowanego formalnie przez monarchę organu m.in. opiniującego projekty aktów prawnych.
Zaangażował się także w działalność partyjną w ramach Apelu Chrześcijańsko-Demokratycznego. W rządach, którymi kierował Jan Peter Balkenende, sprawował urząd ministra sprawiedliwości (od lipca 2002 do września 2006) oraz ministra spraw społecznych i zatrudnienia (od lutego 2007 do października 2010). W międzyczasie, w 2006, uzyskał mandat posła do Tweede Kamer. Od października 2010 do grudnia 2011 w gabinecie Marka Rutte był ministrem spraw wewnętrznych. Ustąpił w związku z nominacją na stanowisko wiceprzewodniczącego Rady Stanu, które objął w lutym 2012. W 2015 został profesorem na Uniwersytecie w Lejdzie.